# Cidlinská tabule
Cidlinská tabule je geomorfologický podcelek v severozápadní části Východolabské tabule, ležící v okresech Hradec Králové a Jičín v Královéhradeckém kraji a okrese Nymburk ve Středočeském kraji

## Poloha a sídla

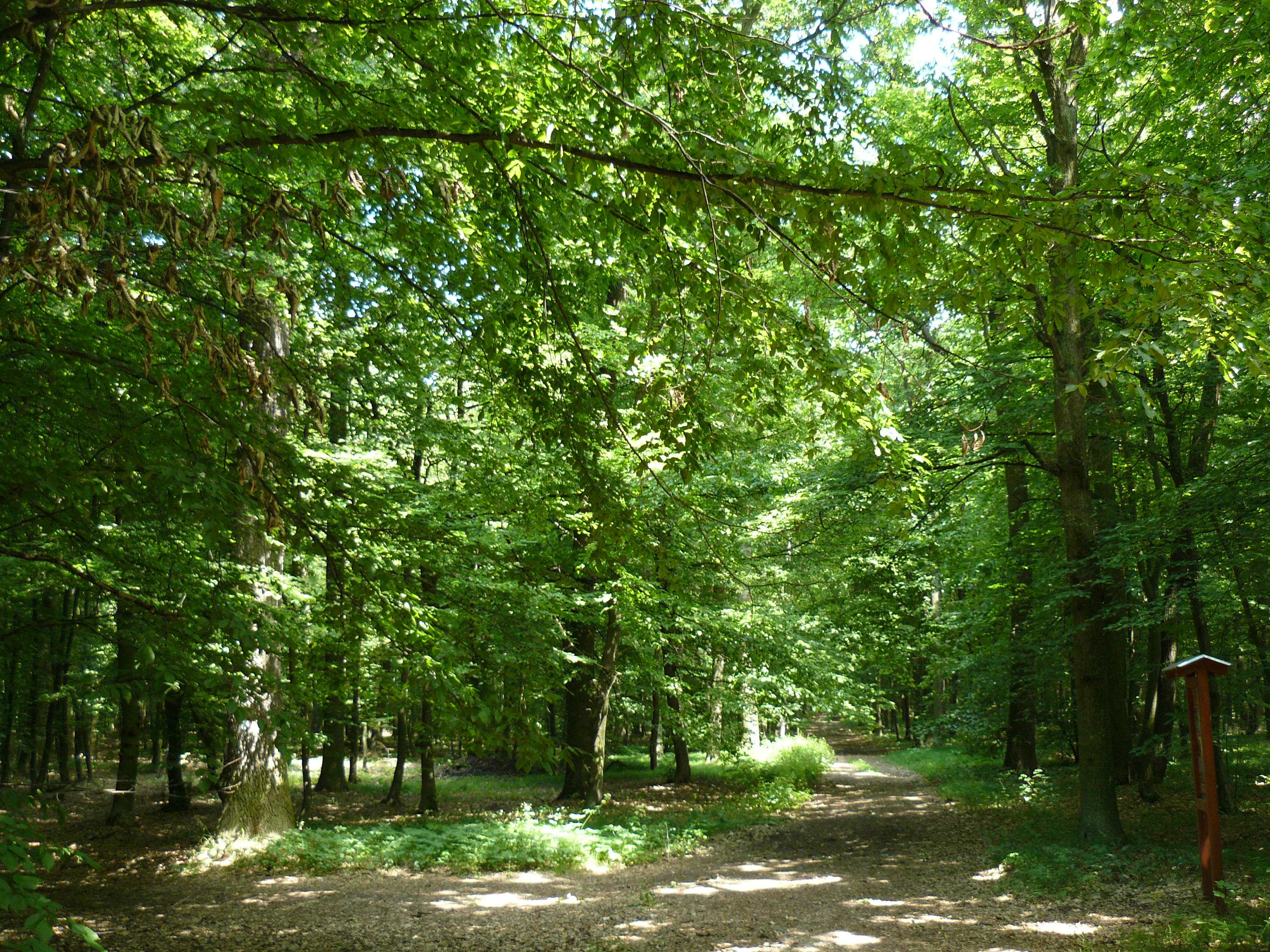
Přírodní památka Veselský háj

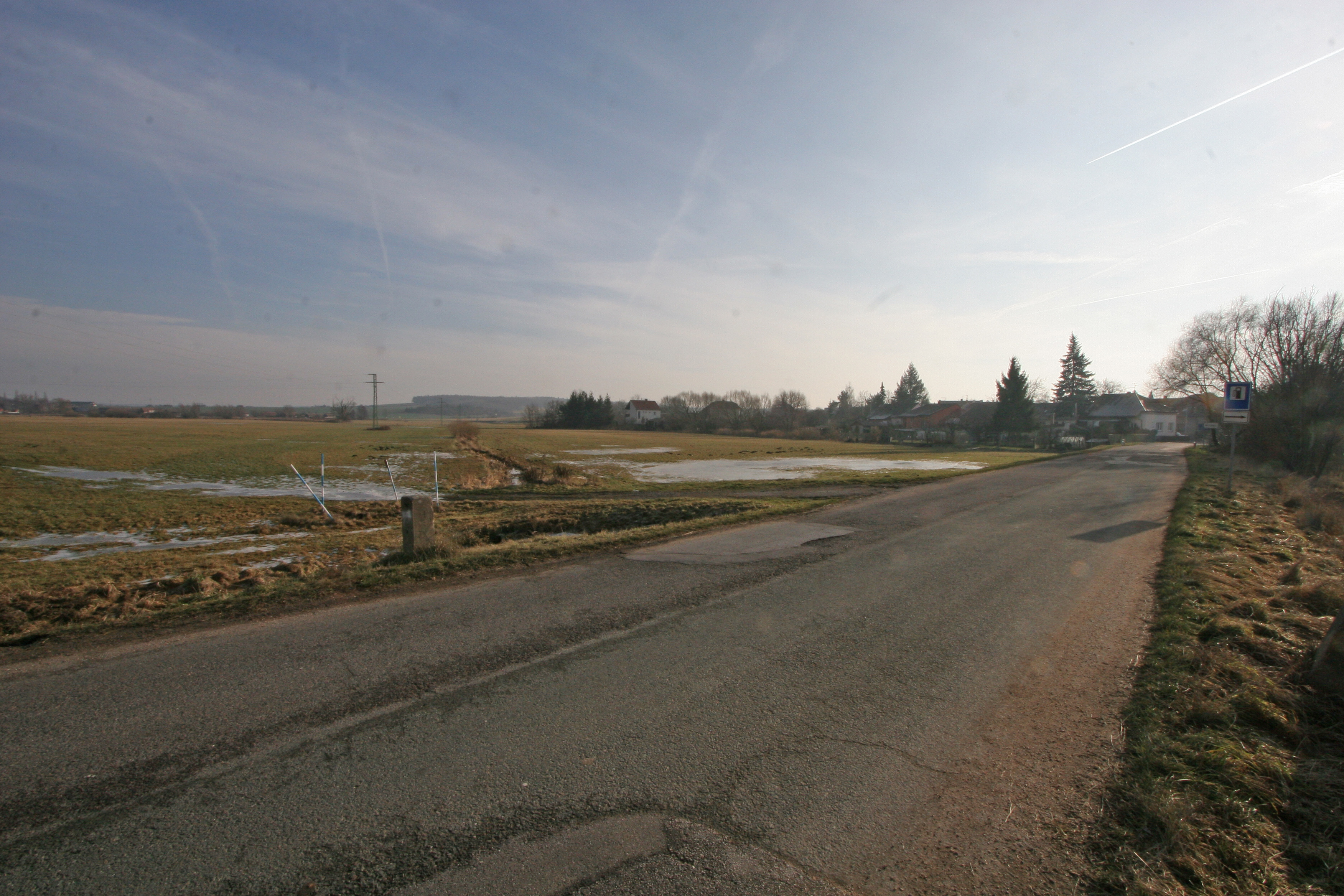
Krajina u východního okraje Nechanic

Území podcelku se rozkládá zhruba mezi sídly Jičíněves (na severozápadě), Hořice (na severu), Cerekvice nad Bystřicí (na severovýchodě), Všestary (na východě) a Chlumec nad Cidlinou (na jihu). Zcela uvnitř podcelku leží města Nový Bydžov, Nechanice, Vysoké Veselí a větší obec Ostroměř.

## Geomorfologické členění
Podcelek Cidlinská tabule (dle značení Jaromíra Demka VIC–1A) náleží do celku Východolabská tabule. Dále se člení na pět okrsků: Novobydžovská tabule (VIC–1A–1) na západě, Ostroměřská tabule (VIC–1A–2) uprostřed a Nechanická tabule (VIC–1A–3) na východě.
Tabule sousedí s dalším podcelkem Východolabské tabule, Chlumeckou tabulí na jihu a východě, a s celky Středolabská tabule na západě a Jičínská pahorkatina na severu.
Kompletní geomorfologické členění celé Východolabské tabule uvádí následující tabulka:
| Geomorfologické členění Východolabské tabule                           | Geomorfologické členění Východolabské tabule | Geomorfologické členění Východolabské tabule |
| ---------------------------------------------------------------------- | -------------------------------------------- | -------------------------------------------- |
| ČESKÁ VYSOČINA • Česká tabule • Východočeská tabule                    |                                              |                                              |
| CIDLINSKÁ TABULE                                                       | Novobydžovská tabule                         | Holý (323 m)                                 |
| CIDLINSKÁ TABULE                                                       | Ostroměřská tabule                           |                                              |
| CIDLINSKÁ TABULE                                                       | Nechanická tabule                            |                                              |
| CHLUMECKÁ TABULE                                                       | Velichovecká tabule                          | Na šancích (352 m)                           |
| CHLUMECKÁ TABULE                                                       | Libčanská plošina                            |                                              |
| CHLUMECKÁ TABULE                                                       | Barchovská plošina                           |                                              |
| CHLUMECKÁ TABULE                                                       | Krakovanská tabule                           |                                              |
| CHLUMECKÁ TABULE                                                       | Dobřenická plošina                           |                                              |
| CHLUMECKÁ TABULE                                                       | Urbanická brána                              |                                              |
| PARDUBICKÁ KOTLINA                                                     | Smiřická rovina                              |                                              |
| PARDUBICKÁ KOTLINA                                                     | Kunětická kotlina                            | Kunětická hora (315 m)                       |
| PARDUBICKÁ KOTLINA                                                     | Kladrubská kotlina                           |                                              |
| PARDUBICKÁ KOTLINA                                                     | Východolabská niva                           |                                              |
| PARDUBICKÁ KOTLINA                                                     | Holická tabule                               |                                              |
| PARDUBICKÁ KOTLINA                                                     | Dašická kotlina                              |                                              |
| PARDUBICKÁ KOTLINA                                                     | Sezemická kotlina                            |                                              |
| PARDUBICKÁ KOTLINA                                                     | Nemošická tabule                             |                                              |
| PROVINCIE • Subprovincie • Oblast / Celek / PODCELEK • Okrsek • Vrchol |                                              |                                              |

## Významné vrcholy
Nejvyšším bodem Cidlinské tabule je vrch Holý (323 m n. m.).
| název vrcholu  | výška (m n. m.) | podřazená jednotka   |
| -------------- | --------------- | -------------------- |
| Holý           | 323             | Novobydžovská tabule |
| Češovské valy  | 320             | Novobydžovská tabule |
| Bukvice        | 312             | Nechanická tabule    |
| Za Kouty       | 308             | Novobydžovská tabule |
| Kazatelna      | 305             | Nechanická tabule    |
| Stračovský bor | 296             | Nechanická tabule    |
| Pískovka       | 294             | Ostroměřská tabule   |
| Na Pískách     | 292             | Novobydžovská tabule |
| Podhájská      | 291             | Novobydžovská tabule |
| Homolka        | 286             | Novobydžovská tabule |
| U Liščích děr  | 286             | Ostroměřská tabule   |
| Chrást         | 280             | Ostroměřská tabule   |